# Patrick Achi
Patrick Jérôme Achi (Parigi, 17 novembre 1955) è un politico ivoriano, Primo ministro della Costa D'Avorio dal 2021 al 2023.

## Biografia
Nell'ottobre 2021, il suo nome è stato menzionato nei Pandora Papers. Ha controllato almeno fino al 2006 Allstar Consultancy Services Limited, società offshore con sede alle Bahamas e creata nel 1998 attraverso un intestatario, mentre Achi è stato commissario governativo presso la Ivorian Electricity Company (CIE) e consigliere tecnico del ministro dell'Energia.